# Tu (singel Ewy Farnej)
„Tu” – pierwszy singel polskiej piosenkarki Ewy Farnej, promujący jej piąty album, zatytułowany Inna. Singel swoją premierę miał 16 października 2015 roku.

## Powstanie utworu i historia wydania
Utwór został napisany i skomponowany przez Ewę Farną, Sarsę, Thomasa Karlssona oraz Marcina Kindlę. Nad tekstem pracowały dwie uprzednio wymienione polskie wokalistki. Utwór powstał na potrzeby płyty Farnej pt. Inna. Podczas tworzenia tej płyty wokalistka bezpośrednio nawiązała współpracę z zagranicznymi kompozytorami.
16 listopada 2016 roku singiel zyskał status platynowej płyty.
Singel został wydany w formie Airplay 16 października 2015 na antenie radia RMF FM.

## Lista utworów
Opracowano na podstawie materiału źródłowego.
1. „Tu” – 3:09

## Teledysk
Teledysk miał premierę 5 listopada 2015 roku o godzinie 12:00 na portalu Onet.pl oraz o 15:00 na Vevo. Piosenkarka wcieliła się w rolę fotografki i hipsterki, która za swoją misję postawiła sobie wprowadzenie zmian do życia innych ludzi. Zaprosiła ich do studia fotograficznego, gdzie umożliwiła im spełnienie ich najskrytszych marzeń. Kiedy patrzyła na uśmiechy na twarzach tych osób, sama zrozumiała, co liczy się w życiu i postanowiła pozbyć się swojego przebrania i pokazać, jaka jest naprawdę. Reżyserem teledysku jest Jacek Kościuszko

## Wykonania na żywo
Do najważniejszych telewizyjnych wykonań piosenki na żywo należy występ z 31 grudnia 2015 roku. Odbył się wówczas koncert Sylwester z Dwójką emitowany na antenie telewizji TVP 2. Ponadto piosenka została wykonana w programie Kocham Cię, Polsko!.

## Wykorzystanie utworu
W lutym 2016 fragment kompozycji wykorzystany został w reklamie sieci komórkowej Play z udziałem Ewy Farnej.

## Notowania

### Pozycje na listach airplay
| Kraj   | Lista (2015)      | Najwyższa pozycja |
| ------ | ----------------- | ----------------- |
| Polska | AirPlay – Top     | 17                |
| Polska | AirPlay – Nowości | 2                 |

### Pozycje na radiowych listach przebojów
| Kraj   | Lista (2015)                                         | Najwyższa pozycja |
| ------ | ---------------------------------------------------- | ----------------- |
| Polska | Radio Zachód (Mniej Więcej Lista)                    | 1                 |
| Polska | RMF FM (POPLista)                                    | 2                 |
| Polska | Wietrzne Radio (Top 15)                              | 3                 |
| Polska | Radio Eska (Gorąca 20)                               | 7                 |
| Polska | Polskie Radio Szczecin (Szczecińska Lista Przebojów) | 32                |
| Polska | Nasze Radio (Hit FM)                                 | 11                |
| Polska | Radio Żnin (Power Lista)                             | 12                |
| Polska | STREFA FM (Strefa Hitów)                             | 1                 |
| Polska | Radio Ziemi Wieluńskiej (Lista Przebojów)            | 8                 |